# Ткачёв, Владимир Александрович
Влади́мир Алекса́ндрович Ткачёв (род. 5 октября 1993, Днепропетровск) — российский хоккеист, нападающий клуба «Сибирь» выступающего в КХЛ. Обладатель Кубка Гагарина 2017/18 в составе «Ак Барса».

## Карьера
С сезона 2012/13 выступал за «Ак Барс».
23 декабря 2019 года перешёл в ярославский «Локомотив» в обмен на защитника Николая Аверина и нападающего Степана Санникова. В 21 матче регулярного сезона 2019/20 после перехода в «Локомотив» набрал 18 очков (9+9).
В сезоне 2020/21 набрал 28 очков (10+18) в 53 матчах при показателе полезности +22. 20 февраля 2021 года сыграл 400-й матч в регулярных сезонах КХЛ. 5 марта 2021 года набрал 4 очка (2+2) в домашнем матче плей-офф Кубка Гагарина против «Йокерита» (5:0).
В сезоне 2021/22 подписал контракт с челябинским «Трактором».
26 февраля 2023 года сделал хет-трик в матче против «Торпедо» (6:2). Стал 10-м хоккеистом в истории КХЛ, сделавшим не менее пяти хет-триков в лиге.
24 марта 2023 продлил контракт с «Трактором» до конца сезона 2024/25. В сезоне 2024/25 являлся капитаном команды.
6 июня 2025 года «Сибирь» объявила о подписании двухлетнего контракта с Ткачёвым.

## Достижения
- Бронзовый призёр чемпионата мира среди юниоров: 2011
- Бронзовый призёр чемпионата мира среди молодёжных команд: 2013
- Участник Кубка Вызова: 2013
- Серебряный призёр чемпионата КХЛ: 2015
- Лучший гол в сезоне 2015/16
- Участник матча звёзд КХЛ: 2017, 2018
- Обладатель Кубка Гагарина: 2018
- Серебряный призер чемпионата КХЛ:2025

## Статистика
| Легенда | Легенда                    | Легенда | Легенда                   | Легенда | Легенда    |
| ------- | -------------------------- | ------- | ------------------------- | ------- | ---------- |
| И       | Количество проведённых игр | Штр     | Штрафное время            | +/−     | Плюс-минус |
| Г       | Голы                       | П       | Голевые передачи          | О       | Очки       |
| -       | Статистика неизвестна      | —       | Статистика не учитывалась |         |            |

## Награды
- Медаль ордена «За заслуги перед Отечеством» I степени (25 февраля 2022 года) — за высокие спортивные достижения, волю к победе, стойкость и целеустремлённость, проявленные на XXIIV Олимпийских зимних играх 2022 года в городе Пекине (Китайская Народная Республика)[5]